# Давид Черкаски
Давид Черкаски (23. август 1931. године, Шпола, Украјинска ССР - 30. октобра 2018. године, Кијев) украјински је редитељ, аниматор. Заслужени уметник Украјине. Академичар Академије телевизије (1997), члан Националне академије уметности Украјине (1998). Национални уметник Украјине (2010).

## Биографија
Завршио је Кијевски институт инжињерије и грађевинарства (1955). Радио је као сликар у студији игране анимације "Кијивнаукфилм". Од 1964. године је био редитељ те студије. Председник je међународног фестивала анимације "КРОК" и члан националних удружења кинематографиста и новинара Украјине. Дана 30. октобра 2018. године Давид Черкаски је умро након два месеца хоспитализације.

## Филмови
Сликар:
- 1961 - "Пригоди Перцја"
- 1962 - "Пјани вовки"
- 1962 - "Супутницја королеви"
- 1963 - "Зајец та јижак"
- 1963 - "Золоте јајечко"
- 1963 - "Непосида, мјакуш и нетак"
- 1965 - "Казка про царевича и трјох ликарив"
- 1966 - "Литери з јашчика радиста"
- 1967 - "Јак козаки кулиш варили"
- 1968 - "Лјудина шчо вмила литати"
- 1969 - "Мистерија Буф"
- 1970 - "Коротки историји"
- 1971 - "Чаривник Ох"
- 1973 - "Јак козаки наречених визволјали"
- 1974 - "Пригоди маљука Гипопопо"

Редитељ:
- 1964 - "Тајемницја чорного короља"
- 1967 - "Колумб пристаје до берега"
- 1968 - "Људина шчо вмила литати"
- 1972 - "Навколо свиту мимоволи"
- 1974 - "Прошчајте фараони!"
- 1975 - "Јакого рожна хочетсја"
- 1978 - "Пригоди капитана Врунгеља"
- 1983 - "Крила"
- 1984-1985 - "Ликар Ајболитј"
- 1988 - "Острив скарбив"
- 1995-1996 - "Најсиљнишиј Дикого Заходу"
- 2012 - "Нови пригоди капитана Врунгеља"

## Награде и звања
- Заслушени уметник Украјине (1995)
- Орден за заслуге 3. степена (2002)
- Орден за заслуге 2. степена (2007)
- Народни уметник Украјине (2010)